# Pater familias (pel·lícula)
Pater Familias és una pel·lícula italiana dramàtica de ficció criminal del 2003 escrita i dirigida per Francesco Patierno. Està basat en la novel·la homònima escrita per Massimo Cacciapuoti.
Es va projectar a la secció Panorama del 53è Festival Internacional de Cinema de Berlín.

## Argument
Matteo, de trenta anys, torna després de deu anys a la presó a Casoria, la seva ciutat natal a la napolitana, per al funeral del seu pare i per redimir el seu passat i els drames dels seus amics. Entre aquests Antimo, assassinat per la policia durant un robatori; Anna, la seva exnòvia violada pel seu germà; Geggé, que es va suïcidar després que el seu pare li robés els estalvis; Rosa, víctima del seu marit violent.

## Repartiment
- Antonella Migliore com a Anna
- Luigi Jacuzio com a Matteo
- Federica Bonavolontà com a Rosa
- Francesco Pirozzi com a Michele
- Francesco Di Leva com a Gerardo
- Domenico Balsamo com Alessandro
- Marina Suma com la mare de la Rosa
- Sergio Solli com el pare de la Rosa
- Ernesto Mahieux com a director